# 格羅文峰
46°19′05″N 9°09′33″E / 46.31806°N 9.15917°E
格羅文峰（Piz de Groven），是瑞士的山峰，位於該國東南部，由格勞賓登州負責管轄，屬於勒蓬廷山的一部分，海拔高度2,694米，每年平均降雨量1,851毫米。